# Flucht in die Tropennacht
Flucht in die Tropennacht ist ein deutscher Abenteuerkrimi aus dem Jahr 1957, den Paul May inszenierte.

## Handlung
Robert Franklin ist ein Geschäftsmann, der vor vielen Jahren seine erste Ehefrau ermordet hat, es jedoch nach außen als Unfall erscheinen ließ. Seitdem wird er jedoch von deren Bruder, Mr. Murphy, erpresst, der um den Mord weiß. Robert und seine Frau Barbara reisen auf Verlangen Murphys zu ihm nach Kenia. Dort droht Murphy Robert, den Mord offenzulegen, sollte er nicht eine hohe Summe zahlen. Als Robert von Banken keinen Kredit mehr bekommt, bringt ihn Murphy dazu, den Plan zu verfolgen, auf einer Safari seine vermögende Frau umzubringen, um eine kurz zuvor abgeschlossene Lebensversicherung kassieren zu können. Der Mord soll als Unfall im Urwald getarnt werden. Franklins Frau Barbara hatte zuvor durch Zufall den Urwaldjäger Peter kennengelernt und besteht darauf, ihn als Begleiter durch den Urwald mitzunehmen. Peter wiederum gelingt es, den nach einem Jagdunfall mehr dem Alkohol zusprechenden Johnny als zweiten Begleiter zu gewinnen.
Zwischen Peter und Barbara beginnt eine innige Freundschaft, was deren Ehemann Robert, der unter krankhafter Eifersucht leidet, nicht verborgen bleibt. Daraufhin entwickelt sich zwischen Robert und Peter eine heftige Rivalität, die im Laufe des Films eskaliert. Im afrikanischen Busch versucht Robert mehrfach seine Frau umzubringen, was Peter und Johnny, dessen Rolle zunächst zwielichtig erscheint, letztlich zu verhindern wissen. Nachdem Robert nach einem Schusswechsel mit Peter alleine flieht und zuvor einen Mann umbringt, machen sich die einzelnen Urwaldstämme auf die Suche nach dem Mörder, dessen Schicksal im Urwald von einem Raubtier besiegelt wird.

## Kritik
„Abenteuerlicher Kriminalfim mit schönen Tieraufnahmen aus Kenia“

„Der leichtfertige Versuch des Regisseurs Paul May, mit amerikanischen Dschungel-Filmen zu konkurrieren und seine Haupt-Akteure obendrein noch als Amerikaner auftreten zu lassen, erbrachte ein Opus, das simples Heimatfilm-Gerede mit exotischen Untaten, nicht-hiesigen Tieren und Menschen auf afrikanischer Aue verquickt. Sonst gelegentlich achtbare Darsteller (Bernhard Wicki) blieben bei dieser Film-Safari auf der Strecke.“